# Ovesné Kladruby
Pour les articles homonymes, voir Kladruby.
Ovesné Kladruby (en allemand : Habakladrau, précédemment Kladrau) est une commune du district de Cheb, dans la région de Karlovy Vary, en Tchéquie. Sa population s'élevait à 124 habitants en 2020.

## Géographie
Ovesné Kladruby se trouve à 12 km à l'est-sud-est de Mariánské Lázně, à 33 km à l'est-sud-est de Cheb, à 32 km au sud de Karlovy Vary et à 120 km à l'ouest de Prague.

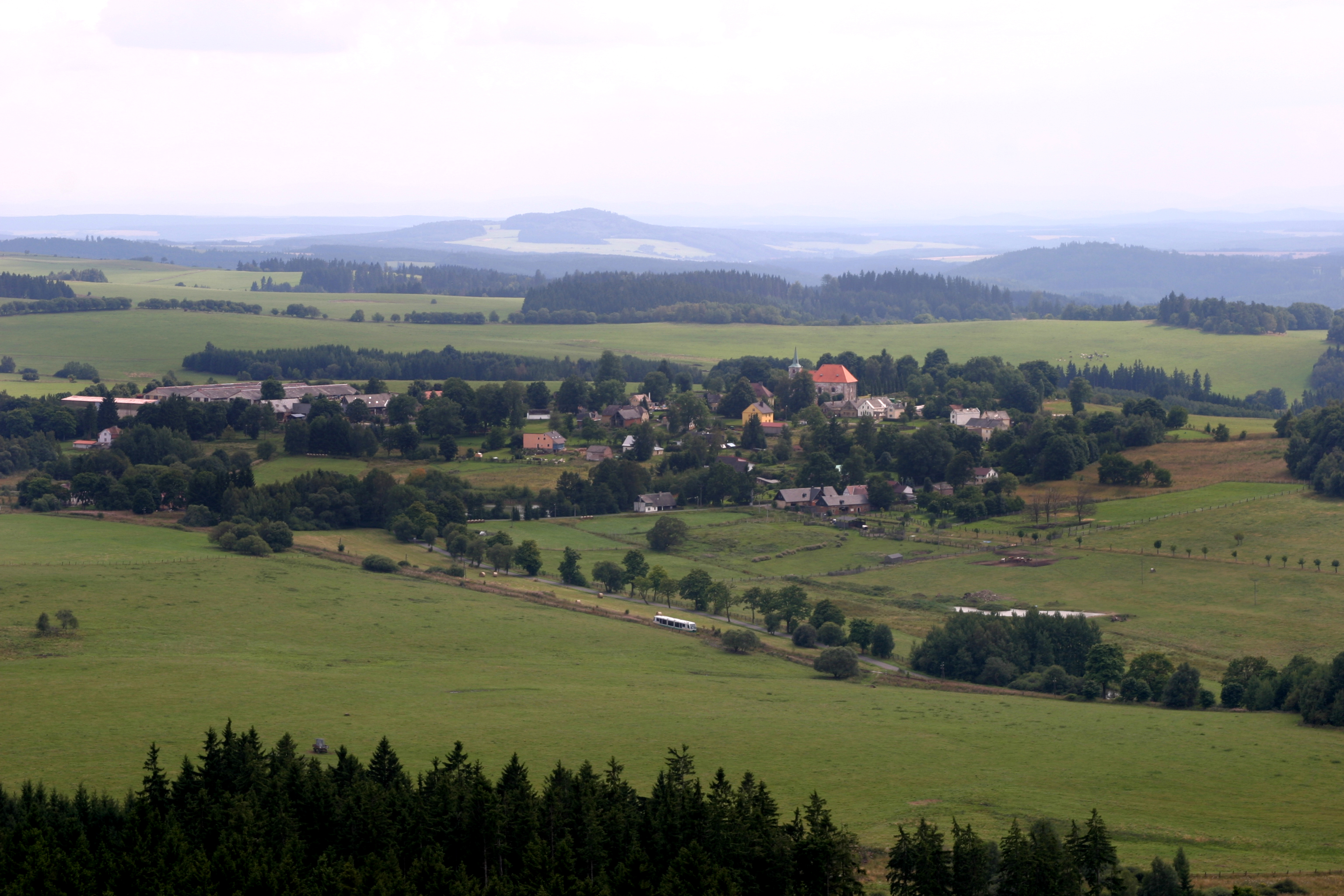
Ovesné Kladruby : vue aérienne.

La commune est limitée par Mnichov au nord, par Teplá à l'est, par Chodová Planá au sud et par Vlkovice et Zádub-Závišín à l'ouest.

## Histoire
La première mention écrite de la localité date de 1363.